# ルイス・カルロス・フェレイラ
ルイジーニョ（ポルトガル語: Luizinho）ことルイス・カルロス・フェレイラ（ポルトガル語: Luiz Carlos Ferreira、1958年10月22日 - ）は、ブラジル出身の元同国代表サッカー選手、サッカー指導者。ポジションはディフェンダー。

## 経歴
ブラジル代表として34試合出場し、1982 FIFAワールドカップに出場した。

## 代表歴
- ブラジル代表 1980-1983
  - 1982 FIFAワールドカップ 2次リーグ敗退